# Delčevo
Deltsjevo (Macedonisch: Делчево) is een gemeente en een stad in Noord-Macedonië.
Deltsjevo heeft 17.400 inwoners (2004), en bevindt zich op 41.97°NB en 22.76°OL. De oppervlakte bedraagt 422,39 km², de bevolkingsdichtheid is 41,4 inwoners per km².
De stad is of was ook wel bekend onder de naam Tsarevo Selo.
In 1950 werd de stad genoemd naar de Macedonische revolutionair Goce Deltsjev.